# Beetlejuice
Beetlejuice (bra: Os Fantasmas Se Divertem; prt: Beetlejuice - Os Fantasmas Divertem-Se) é um filme estadunidense de 1988, dos gêneros comédia de terror, humor negro e fantasia, dirigido por Tim Burton, a partir de um  roteiro escrito por Michael McDowell, Warren Skaaren e Larry Wilson para a Warner Bros. Pictures. O filme é estrelado por Alec Baldwin, Geena Davis, Jeffrey Jones, Catherine O'Hara e Winona Ryder, além de Michael Keaton como o personagem-título.
O filme gira em torno de um casal recém-falecido que se tornam fantasmas confinados em sua antiga casa; tentando assombrar os novos moradores do imóvel. Sem êxito, contratam os serviços de Betelgeuse (pronunciado e ocasionalmente escrito Beetlejuice, ou ainda "Besouro Suco" na tradução literal e na dublagem brasileira), um ser desagradável, egoísta e desonesto que se auto-intitula um "bio-exorcista" capaz de assustar qualquer ser vivo.
Beetlejuice foi lançado nos Estados Unidos em 30 de março de 1988, pela Warner Bros. O filme foi um sucesso crítico e comercial, arrecadando US$ 75 milhões com um orçamento de US$ 15 milhões. Ganhou o Oscar de melhor maquiagem e três Saturn Awards: melhor filme de terror, melhor maquiagem e melhor atriz coadjuvante para Sylvia Sidney. O sucesso do filme gerou franquia, com uma série de desenho animado, videogames e uma peça musical em 2018.
A sequência, Beetlejuice Beetlejuice, foi lançado nos cinemas em 6 de setembro de 2024.

## Enredo
O casal Barbara e Adam Maitland moram em uma grande casa de campo, na cidadezinha de Winter River, Connecticut. Enquanto retornam para casa de uma ida à cidade, eles desviam seu carro de um cachorro em cima de uma ponte coberta e acabam caindo no rio. De volta à sua casa, eles não conseguem se lembrar como saíram do rio e percebem que agora não têm mais reflexos.
Quando Adam tenta sair de casa, acaba indo parar em um local desértico e desconhecido, habitado por enormes "vermes da areia". O evento dura apenas alguns segundos para ele, mas ao resgatá-lo, Barbara diz que ele ficou fora por duas horas.  O casal acaba encontrando um livro intitulado "Manual para os recém-falecidos" e percebem que morreram afogados no acidente, estando agora presos como almas confinadas em sua antiga casa.
A corretora imobiliária Jane Butterfield, prima de Barbara, vende a propriedade para os Deetzes, uma família de Nova Iorque: Charles Deetz, um incorporador imobiliário em busca de sossego; sua segunda esposa Delia, uma fútil e histérica escultora; e sua filha do primeiro casamento, Lydia, uma adolescente gótica e depressiva com talento para a fotografia. Auxiliada por seu designer de interiores Otho, Delia faz planos para transformar a casa em uma
uma obra de arte pós-moderna. Os Maitlands tentam assustar a família, mas fracassam por não poderem ser vistos, refugiado-se no sótão. Um carismático espectro chamado Betelgeuse envia dois anúncios ao casal promovendo-se como um "bioexorcista" capaz de assombrar qualquer ser vivo. Consultando o Manual, os Maitlands abrem uma porta para o submundo e descobrem que o pós-vida está estruturado de acordo com uma burocracia complexa, envolvendo assistentes sociais e longas filas de espera. A assistente social dos Maitlands, Juno, informa que cabe exclusivamente a eles tirarem os Deetzes da casa. Os dois perguntam sobre Betelgeuse e Juno os adverte a não o procurarem; explicando que ele foi seu ex-assistente, mas preferiu trabalhar como freelancer, além de ser uma criatura desonesta, encrenqueira e desordeira.
Os Maitlands voltam para sua casa e encontram Lydia, que é capaz de vê-los, atribuindo seu poder paranormal à sua natureza "estranha e incomum", e por ter lido o Manual no sótão; os três se tornam amigos, mas os Maitlands ainda querem afugentar os Deetzes. Eles decidem invocar Betelgeuse, mas ficam enojados com sua personalidade rude e mórbida; o casal reconsidera contratá-lo, mas é tarde demais para impedi-lo de causar estragos na vida dos Deetzes. O charme da pequena cidade e os eventos sobrenaturais inspiram Charles a convencer seu ex-chefe, Maxie Dean, a transformar a cidade em um ponto turístico, embora Maxie e sua esposa Sarah exigam uma prova do sobrenatural. Usando o Manual, Otho inicia uma sessão espírita e convoca as almas de Adam e Barbara, usando suas roupas de casamento, mas eles começam a envelhecer e se deteriorarem, fazendo Otho perceber que cometeu erroneamente um exorcismo. Horrorizada, Lydia pede ajuda a Betelgeuse, mas ele só aceita ajudá-la caso ela case-se com ele; pois casar com um humano permitiria que Betelgeuse causasse livremente o caos no mundo mortal, a qual Lydia concorda.
Betelgeuse interrompe a sessão de exorcismo, salvando os Maitlands, e expulsando Otho, Maxie e Sarah da casa; em seguida, convoca um ministro medonho para casá-lo com Lydia ali mesmo. Os Maitlands intervêm antes que a cerimônia seja concluída, com Bárbara cavalgando um verme de areia que devora Betelgeuse.
Os Maitlands e os Deetzes concordam em viver harmoniosamente na casa, enquanto Lydia se torna mais ajustada socialmente por sua amizade com eles, convencendo-os a liberarem ocasionalmente seus poderes fantasmagóricos, incluindo possessão espiritual. Enquanto isso, na fila de espera do pós-vida, Betelgeuse fica impaciente enquanto aguarda ser chamado; ele rouba a senha de um curandeiro que será o próximo a ser chamado e, como punição, o   curandeiro encolhe sua cabeça com um pó mágico.

## Elenco
- Michael Keaton como Betelgeuse "Beetlejuice"
  - Besouro Suco no Brasil
- Alec Baldwin como Adam Maitland
- Geena Davis como Barbara Maitland
- Winona Ryder como Lydia Deetz
- Jeffrey Jones como Charles Deetz
- Catherine O'Hara como Delia Deetz
- Glenn Shadix como Otho Fenlock
- Sylvia Sidney como Juno
- Robert Goulet como Maxie Dean
- Maree Cheatham como Maxie Dean
- Dick Cavett como Bernard
- Susan Kellermann como Grace
- Adelle Lutz como Beryl
- Annie McEnroe como Jane Butterfield
- Hugo Stanger como Velho Bill

## Produção

### Desenvolvimento
O sucesso financeiro de Pee-wee's Big Adventure (1985) significou que Burton era considerado um diretor "bancário" e começou a trabalhar em um roteiro para Batman com Sam Hamm. Enquanto a Warner Bros. estava disposta a pagar pelo desenvolvimento do roteiro, eles estavam menos dispostos a dar sinal verde ao Batman. Enquanto isso, Burton tinha começado a ler os scripts que tinham sido enviados seu caminho, e foi desanimado pela falta de imaginação e originalidade, sendo um deles o filme Hot to Trot. David Geffen entregou a Burton o roteiro de Beetlejuice , escrito por McDowell (que escreveu o roteiro de "The Jar", um episódio de Alfred Hitchcock Presents dirigido por Burton). Wilson foi contratado para continuar reescrevendo o trabalho com McDowell, apesar de Burton ter substituído McDowell e Wilson por Skaaren devido a diferenças criativas.
O orçamento de Beetlejuice foi de US$ 15 milhões, com apenas US$ 1 milhão entregue ao trabalho de efeitos visuais. Considerando a escala e o alcance dos efeitos, que incluíam stop motion, animação de substituição, maquiagem protética, marionetes e tela azul, sempre foi a intenção de Burton tornar o estilo semelhante aos filmes B com os quais ele cresceu quando criança. "Eu queria fazê-los parecer baratos e propositalmente com aparência falsa", observou Burton. Burton queria contratar Anton Furst como designer de produção depois de ficar impressionado com seu trabalho em The Company of Wolves (1984) e Full Metal Jacket (1987), embora Furst estivesse comprometido em High Spirits, uma escolha que mais tarde se arrependeu.
Ele contratou Bo Welch, seu futuro colaborador em Edward Scissorhands (1990) e Batman Returns (1992). As sessões de teste foram recebidas com comentários positivos e levaram Burton a filmar um epílogo com Betelgeuse irritando loucamente um feiticeiro. A Warner Bros não gostava do título Beetlejuice e queria chamar o filme de House Ghosts. Como piada, Burton sugeriu o nome Scared Sheetless e ficou horrorizado quando o estúdio realmente pensou em usá-lo. As imagens externas foram filmadas em East Corinth, Vermont.

### Roteiro
O roteiro original de McDowell era pouco cômico e muito mais sombrio; o acidente de carro dos Maitlands é representado graficamente, com o braço de Barbara sendo esmagado e o casal gritando por ajuda enquanto se afogam lentamente no rio. Uma referência a isso permaneceu, quando Barbara percebe que seu braço ficou congelado ao voltar para casa como fantasma. Já na cena do jantar, ao invés de possuírem os Deetzes e forçá-los a dançar durante o jantar, os Maitlands fazem com que um tapete com padrão de videira ganhe vida e ataque os Deetzes, enroscando-os em suas cadeiras.[carece de fontes?]
O personagem Betelgeuse - que foi concebido por McDowell como um demônio alado, que assume a forma de um homem baixo do Oriente Médio - teria a intenção de matar os Deetzes, ao invés de assustá-los, e queria sexo de Lydia em vez de querer casar com ela. Nesta versão do roteiro, Betelgeuse só precisa ser exumado de seu túmulo para ser convocado, sendo livre para causar estragos; ele não pode ser convocado ou controlado dizendo seu nome três vezes e vagueia pelo mundo livremente, parecendo atormentar diferentes personagens em diferentes manifestações. O roteiro de McDowell também mostrava uma segunda criança dos Deetz, Cathy de nove anos, a única pessoa capaz de ver Maitlands e o assunto da ira homicida de Betelgeuse no clímax do filme.[carece de fontes?]
Em outra versão do roteiro, o filme deveria ter terminado com Maitlands, Deetzes e Otho conduzindo um ritual de exorcismo que destrói Betelgeuse, e os Maitlands se transformando em versões em miniatura de si mesmos e se mudando para o modelo de casa de Adam, que eles reformam.[carece de fontes?]
O coautor e produtor Larry Wilson falou sobre a reação negativa ao roteiro original de McDowell na Universal, onde ele estava empregado na época:
Não vou citar nomes aqui, mas eu trabalhava na Universal na época. Eu era diretor de desenvolvimento do diretor Walter Hill. Eu tive um relacionamento muito bom com um executivo muito importante da Universal. Ele gostava de mim e do que eu estava fazendo com Walter, e do material que eu estava trazendo.

Dei a ele Beetlejuice para ler, e entreguei a ele na sexta-feira; na segunda-feira, seu assistente me ligou e disse bem: ele quer se encontrar com você. Minha reação inicial foi uau! Ele leu. Ele deve ter adorado ou não queria me ver tão cedo. Mas eu entrei no escritório dele, e ele literalmente disse "o que você está fazendo com sua carreira?"

"Esse pedaço de estranheza, é com isso que você vai sair no mundo? Você está se tornando um executivo muito bom. Você tem muito bom gosto em material. Por que você vai desperdiçar tudo isso por isso?" pedaço de merda ", era basicamente o que ele estava dizendo. Vai mostrar, certo? Logo depois, vendemos para a Geffen Company.
A reescrita de Skaaren mudou drasticamente o tom do filme, eliminando a natureza gráfica das mortes dos Maitlands enquanto descrevia a vida após a morte como uma burocracia complexa. A reescrita de Skaaren também alterou a representação de McDowell do limbo que mantém Barbara e Adam presos dentro de sua casa; no roteiro de McDowell, assume a forma de um vazio enorme, cheio de engrenagens gigantes que fragmentam a estrutura do tempo e do espaço à medida que se movem. Skaaren fez com que Barbara e Adam encontrassem limbos diferentes toda vez que saíam de casa, incluindo o "mundo do relógio" e o deserto do verme da areia, identificado como a lua de Saturno, Titã. Skaaren também apresentou o leitmotiv da música que acompanha os fantasmas de Barbara e Adam, embora seu roteiro especifique músicas R&B de Harry Belafonte, e deveria ter concluído com Lydia dançando "When a Man Loves a Woman".
O primeiro rascunho de Skaaren manteve algumas das características mais sinistras de Betelgeuse, de McDowell, mas suavizou o personagem para torná-lo um pervertido problemático, em vez de flagrantemente assassino. A verdadeira forma de Betelgeuse era a do homem do Oriente Médio, e grande parte de seu diálogo estava escrito em inglês vernáculo afro-americano. Esta versão foi concluída com os Deetzes retornando a Nova York e deixando Lydia sob os cuidados de Maitlands, que, com a ajuda de Lydia, transformam o exterior de sua casa em uma casa assombrada estereotipada, enquanto retornam o interior ao estado anterior. Também apresentaria cenas deletadas, como Jane, a imobiliária, tentando convencer os Deetzes a permitir que ela vendesse a casa para eles (depois de vendê-los a eles em primeiro lugar - Charles e Delia recusam) e uma que revela como Beetlejuice morreu séculos antes (que ele tentara se enforcar enquanto estava bêbado, apenas para estragar tudo e morrer lentamente sufocando até a morte, em vez de rapidamente estalar o pescoço) e acabou trabalhando para Juno antes de roubá-la e se auto-intitular "um bio-exorcista independente".[carece de fontes?]
Retrospectivamente, McDowell ficou impressionado com quantas pessoas fizeram a conexão entre o título do filme e a estrela Betelgeuse.
Ele acrescentou que os escritores e produtores tinham recebido uma sugestão a sequência ser chamada Sanduleak -69 202 após a ex-estrela de SN 1987A.

### Escolha de atores
A escolha original de Burton para interpretar Betelgeuse era o cantor Sammy Davis Jr.; os produtores também consideraram Dudley Moore e Sam Kinison para o papel, mas Geffen sugeriu Keaton. Burton não estava familiarizado com o trabalho de Keaton, mas foi rapidamente convencido. Várias atrizes fizeram o teste para o papel de Lydia Deetz, incluindo Sarah Jessica Parker, Brooke Shields, Lori Loughlin, Diane Lane, Justine Bateman, Molly Ringwald, Juliette Lewis e Jennifer Connelly. Alyssa Milano foi a segunda colocada para o papel.  Burton escalou Ryder ao vê-la no filme Lucas. Após a contratação de Ryder, a personagem Lydia Deetz foi reformulada para ser uma jovem de aparência gótica. Anjelica Huston foi originalmente escalada como Delia Deetz, mas desistiu por conta de problemas de saúde. Em contraste com os outros atores, O'Hara aceitou o papel rapidamente, enquanto Burton afirmou que levou muito tempo para convencer outros membros do elenco a assinar, pois "eles não sabiam o que pensar sobre o roteiro estranho". Burton também sentiu que O'Hara e Jones formariam um "casal fofo" na tela.

### Filmagens
Enquanto o cenário é a vila fictícia de Winter River, Connecticut, todas as cenas ao ar livre foram filmadas em East Corinth, uma vila na cidade de Corinth, Vermont.  Os interiores foram filmados no The Culver Studios em Culver City, Califórnia. As filmagens ocorreram entre 11 de março a 11 de junho de 1987.

## Recepção
Beetlejuice estreou nos cinemas dos Estados Unidos em 30 de março de 1988, ganhando US$ 8,030,897 em seu primeiro final de semana. O filme acabou arrecadando US$ 73,707,461 na América do Norte. Beetlejuice foi um sucesso financeiro, recuperando seu orçamento de US$ 15 milhões, e foi o 10º filme de bilheteria mais alto de 1988.

### Resposta da crítica
Beetlejuice foi recebido com uma resposta principalmente positiva. Com base em 56 avaliações coletadas pelo Rotten Tomatoes, o filme recebeu uma classificação geral de aprovação de 84%, com uma média ponderada de 7,17 / 10. O consenso crítico do site diz: "Brilhantemente bizarro e cheio de idéias, Beetlejuice oferece um dos trabalhos mais deliciosamente frenéticos de Michael Keaton - e uma diversão assustadora e divertida para toda a família". Em Metacritic, o filme tem uma pontuação média ponderada de 70 em 100, com base em 18 revisões. O público pesquisado pelo CinemaScore atribuiu ao filme um grau B na escala de A a F.
Pauline Kael se referiu ao filme como um "clássico da comédia", enquanto Jonathan Rosenbaum, do Chicago Reader, fez uma crítica altamente positiva. Rosenbaum sentiu que Beetlejuice carregava originalidade e criatividade que não existiam em outros filmes.  Vincent Canby, do The New York Times, chamou de "uma farsa para o nosso tempo" e desejou que Keaton pudesse ter recebido mais duração na tela. Desson Howe, do Washington Post, sentiu que Beetlejuice tinha "o equilíbrio perfeito entre bizarrice, comédia e horror.

## Prêmios e indicações
| Prêmio       | Categoria                         | Recipiente                                     | Resultado                   |
| ------------ | --------------------------------- | ---------------------------------------------- | --------------------------- |
| Oscar 1989   | Melhor maquiagem                  | Ve Neill, Steve Laporte, Robert Short          | Venceu                      |
| BAFTA 1989   | Melhor maquiagem e caracterização | Ve Neill, Steve Laporte, Robert Short          | Indicado                    |
| BAFTA 1989   | Melhores efeitos visuais          | Peter Kuran, Alan Munro, Robert Short, Ted Rae | Indicado                    |
| Saturno 1989 | Melhor maquiagem                  | Ve Neill, Steve Laporte, Robert Short          | Venceu[carece de fontes?]   |
| Saturno 1989 | Melhor filme de terror            |                                                | Venceu[carece de fontes?]   |
| Saturno 1989 | Melhor atriz coadjuvante          | Sylvia Sidney                                  | Venceu[carece de fontes?]   |
| Saturno 1989 | Melhor diretor                    | Tim Burton                                     | Indicado[carece de fontes?] |
| Saturno 1989 | Melhor trilha sonora              | Danny Elfman                                   | Indicado[carece de fontes?] |
| Saturno 1989 | Melhor ator coadjuvante           | Michael Keaton                                 | Indicado[carece de fontes?] |
| Saturno 1989 | Melhor roteiro                    |                                                | Indicado[carece de fontes?] |
| Saturno 1989 | Melhores efeitos especiais        | Peter Kuran, Alan Munro, Robert Short, Ted Rae | Indicado[carece de fontes?] |

## Legado

### Série animada
Devido ao sucesso financeiro do filme, uma série de desenho animado, produzido pela francesa Ellipse Programmé e a canadense Nelvana, estreou na ABC, durando quatro temporadas de 1989 até 1991. Nela, o mundo dos mortos passa a ser uma versão amalucada do mundo real chamado "Lugar Nenhum". No Brasil, o protagonista foi dublado por Nilton Valério (que também dublou Michael Keaton no filme) e Isaac Schneider. Tim Burton foi produtor executivo da série.

### Jogos de vídeo
Foram lançados três jogos de Beetlejuice, embora mais inspirados na série animada que no filme, Adventures of Beetlejuice (1990) para MS-DOS, Beetlejuice (1991) para Nintendo Entertainment System e Beetlejuice (1992) para Game Boy. Um pacote com tema de Beetlejuice para o jogo Lego Dimensions foi lançado em 12 de setembro de 2017. O pacote inclui uma minifigura de Beetlejuice e Sandworm construtível de Saturno, e adiciona uma área de mundo aberto e arena de batalha com tema Beetlejuice à arena de batalha jogos. Beetlejuice também aparece com destaque em um episódio de Teen Titans Go! incluído como parte do jogo. Em 2024, Beetlejuice foi um dos personagens agregados a MultiVersus, um jogo de luta entre personagens da Warner Bros.

### Musical
Em 2016, foi anunciado pelo braço teatral da Warner Bros., Warner Bros. Theatre Ventures, a adaptação musical do filme para a Broadway, dirigida por Alex Timbers e estrelada por Christopher Fitzgerald. Em março de 2017, foi relatado que o comediante musical australiano Eddie Perfect escreveria a música e as letras, e Scott Brown e Anthony King escreveriam o livro do musical, e que outra leitura aconteceria em maio, com Kris Kukul como diretor e Connor Gallagher como coreógrafo. Em 6 de setembro, foi anunciado que, após a prova em Washington, DC, o musical abrirá durante a temporada 2018-19 na Broadway, no Winter Garden Theatre, com uma noite de abertura oficial em 25 de abril de 2019. Datas exatas de início em março e seleção de elenco devem ser confirmados.
O musical estreou seu teste pré-Broadway no National Theatre em Washington, DC, por um período limitado, de 14 de outubro a 18 de novembro de 2018. Depois de 4 anos na Broadway seguidos por uma turnê itinerante pelos Estados Unidos, uma versão em português foi exibida no Brasil entre 2023 e 2024, com Eduardo Sterblitch no papel principal.

## Sequência
Em 1990, Burton contratou Jonathan Gems para escrever uma sequência intitulada Beetlejuice Goes Hawaiian.
"Tim achou que seria engraçado combinar o cenário de surf de um filme de praia com algum tipo de expressionismo alemão, porque eles estão totalmente errados juntos", disse Gems. A história seguiu a família Deetz se mudando para o Havaí, onde Charles estaria desenvolvendo um resort. Eles logo descobrem que sua empresa está construindo no cemitério de uma antiga Kahuna havaiana. O espírito volta da vida após a morte para causar problemas, e Beetlejuice se torna um herói ao vencer um concurso de surf com magia. Keaton e Ryder concordaram em fazer o filme, sob a condição que Burton dirigiu, mas ele e Keaton se ocuparam com Batman Returns.
Burton ainda estava interessado em Beetlejuice torna-se havaiano no início de 1991. Impressionado com o trabalho de Daniel Waters em Heathers, Burton o abordou para uma reescrita. No entanto, ele acabou contratando Waters para escrever o roteiro de Batman Returns. Em agosto de 1993, o produtor David Geffen contratou Pamela Norris (Troop Beverly Hills, Saturday Night Live) para reescrever. A Warner Bros. procurou Kevin Smith em 1996 para reescrever o roteiro, apesar de Smith recusar a oferta em favor de Superman Lives. Mais tarde, Smith brincou dizendo que sua resposta foi: "Não dissemos tudo o que precisávamos dizer no primeiro Beetlejuice?Deveríamos ficar tropicais?". Em março de 1997, Gems divulgou uma declaração dizendo: "O script de Beetlejuice Goes Hawaiian ainda é de propriedade da The Geffen Company e provavelmente nunca será produzido. Você realmente não poderia fazê-lo agora de qualquer maneira. Winona está muito velha para o papel" e a única maneira de fazer isso seria reformulá-lo totalmente".
Em setembro de 2011, a Warner Bros contratou Seth Grahame-Smith, que colaborou com Burton em Dark Shadows e Abraham Lincoln: Vampire Hunter, para escrever e produzir uma sequência de Beetlejuice. Grahame-Smith assinou com a intenção de fazer "uma história que realmente valesse a pena; não se trata apenas de lucrar, não se trata de forçar um remake". Ele também afirmou que Keaton retornaria e que a Warner Bros. não reformularia o papel. Burton e Keaton não assinaram oficialmente, mas retornariam se o script fosse bom o suficiente. Grahame-Smith se encontrou com Keaton em fevereiro de 2012: "Conversamos por algumas horas e conversamos sobre assuntos gerais. É uma prioridade para a Warner Bros. É uma prioridade para Tim. [Michael] quer fazer isso há 20 anos e ele vai falar com alguém sobre isso que vai ouvir ". A história será ambientada em tempo real a partir de 1988; "Esta será uma verdadeira sequência de 26 ou 27 anos depois. O que é ótimo é que, para Beetlejuice [sic], o tempo não significa nada na vida após a morte, mas o mundo lá fora é uma história diferente".
Em novembro de 2013, Ryder sugeriu um possível retorno para a sequência, dizendo: "Eu meio que jurei segredo, mas parece que isso pode estar acontecendo. São 27 anos depois. E devo dizer que amo Lydia Deetz tanto. Ela era uma parte tão grande de mim. Eu estaria realmente interessada no que ela está fazendo 27 anos depois." Ryder confirmou que só consideraria fazer uma sequência se Burton e Keaton estivessem envolvidos. Em dezembro de 2014, Burton declarou: "É um personagem que eu amo e sinto falta de trabalhar com Michael. Existe apenas um Betelgeuse. Estamos trabalhando em um roteiro e acho que provavelmente está mais perto do que nunca e eu adoraria trabalhar com ele novamente". Em janeiro de 2015, o escritor Grahame-Smith disse à Entertainment Weeklyque que o roteiro estava terminado e que ele e Burton pretendiam começar a filmar Beetlejuice 2 até o final do ano, e que Keaton e Ryder retornariam em seus respectivos papéis. Em agosto de 2015, em Late Night with Seth Meyers, Ryder confirmou que estaria reprisando seu papel na sequência. Em maio de 2016, Burton declarou: "É algo que eu realmente gostaria de fazer nas circunstâncias certas, mas é um daqueles filmes onde deve estar certo. Não é um tipo de filme que grita [por uma sequência], não é o Beetlejuice. Então é algo que, se os elementos estiverem certos, porque eu amo o personagem e Michael é incrível como esse personagem, então vamos ver. Mas ainda não há nada concreto".
Em outubro de 2017, Mike Vukadinovich foi contratado para reescrever o roteiro. Em abril de 2019, a Warner Bros. declarou que a sequência foi arquivada. Porém em 2022 a continuação foi revivida por intermédio da produtora de Brad Pitt, Plan B Entertainment. Burton voltou para dirigir, trazendo de volta Keaton, Ryder e O'Hara no elenco de Beetlejuice Beetlejuice, lançado em 2024.